# Donat (Babinski-Sokołow)
Donat, imię świeckie Nikołaj Babinski-Sokołow (ur. 1828 w guberni smoleńskiej, zm. 4 kwietnia?/16 kwietnia 1896 w Moskwie) – rosyjski biskup prawosławny.

## Życiorys
Urodził się w rodzinie kapłana prawosławnego. Po ukończeniu seminarium duchownego w Smoleńsku pracował przez rok jako prywatny nauczyciel, zaś w 1852 przyjął święcenia kapłańskie, będąc żonaty. Już w roku następnym jego żona zmarła. W związku z tym 23 kwietnia 1855 złożył wieczyste śluby mnisze, przyjmując imię Donat. W 1857 ukończył wyższe studia teologiczne w Petersburskiej Akademii Duchownej, po czym skierowano go do pracy w charakterze wykładowcy w seminarium duchownym w Archangielsku. Rok później został jego inspektorem. Od 18 kwietnia 1864 archimandryta. 12 sierpnia 1866 mianowany rektorem seminarium w Archangielsku oraz przełożonym  monasteru w tym samym mieście.
27 maja 1879 miała miejsce jego chirotonia na biskupa brzeskiego, wikariusza eparchii wileńskiej i litewskiej. 14 maja 1881 jego tytuł uległ zmianie na biskup kowieński. 6 marca 1882 objął katedrę ryską i mitawską. Po pięciu latach przeniesiony do eparchii kijowskiej jako jej wikariusz, z tytułem biskupa podolskiego. 13 grudnia 1890 został arcybiskupem wileńskim i litewskim, łącząc tę godność z funkcją przełożonego monasteru Świętego Ducha w Wilnie. Po czterech latach przeniesiony na katedrę dońską i nowoczerkaską, jednak już po pół roku, 12 listopada 1894, na własną prośbę odszedł w stan spoczynku. Zamieszkał w monasterze św. Mikołaja na Ugrieszy, gdzie w 1896 zmarł i został pochowany w soborze Przemienienia Pańskiego.